# Heraclizi
Heraclizii sunt în mitologia greacă urmași lui Heracles. 
Una dintre legende este că după moartea eroului, Euristeu, care îl ura pe Heracles, i-a prigonit pe heraclizi, care au cerut sprijin Atenei. Ei s-au răzbunat ducând un război în care l-au omorât pe rege.